# كيمي سيبا
كيمي سيبا (بالفرنسية: Kémi Séba)‏ ولد في 9 ديسمبر 1981 في ستراسبورغ، بان افريقي وناشط مناهض للاستعمار، كاتب عمود سياسي، وكاتب فرنكوبنيني.
منذ أبريل 2013، كان محللًا جيوسياسيًا في العديد من تلفزيونات غرب إفريقيا وألقى محاضرات حول الوحدة الأفريقية في العديد من الجامعات الأفريقية. وهو البادئ بالمظاهرات ضد الفرنك الأفريقي والتي جرت في يناير 2017 في العديد من البلدان الأفريقية الناطقة بالفرنسية. في يناير 2018 ، انتخب أفضل شخصية أفريقية لعام 2017 من قبل أفريكانيوز. لنضاله ضد الاستعمار الفرنسي الجديد والفرنك الأفريقي في إفريقيا.

## نبذة
في البداية كان عضوًا في أمة الإسلام الناطقة بالفرنسية، أصبح كيمي سيبا معروفًا لأول مرة في فرنسا كمؤسس أو المتحدث باسم العديد من المنظمات، ولا سيما قبيلة كا و جيل كيمي سيبا، حل كل منهما بمرسوم للتحريض على الكراهية العنصرية.
قدم نفسه على أنه معاد للإمبريالية ومعاد الصهيونية، ويعتبره العديد من الصحفيين الفرنسيين والأجانب وعلماء السياسة، عنصريًا مناهضًا ضد البيض اليهود بالإضافة إلى اتباع العمل العنيف في العقد الأول من القرن الحادي والعشرين. ويعتبر أيضًا متعصباً أسود.
أعلن كومي سيبا، أنه تخلى عن رؤيته العنصرية في عام 2008، للالتزام بالوحدة الافريقية. جعله هذا الالتزام الجديد في غضون بضع سنوات شخصية إعلامية لهذا التيار الإيديولوجي في أفريقيا الناطقة بالفرنسية.
ثم انتقل إلى السنغال، حيث واصل نشاطه السياسي وأصبح محاضرًا في الجامعات، ومن عام 2013، كاتب عمود سياسي في مختلف القنوات التلفزيونية الأفريقية. أكسبه هذا النشاط الجديد شعبية لدى جزء من الشباب الأفريقي الناطق بالفرنسية، الذين اعتبروه مدافعًا عن السيادة الإفريقية.
منذ عام  2017 وهو يقود نضال ضد الاستعمار الجديد الفرنسي. وندد بفرنك الاتحاد المالي الأفريقي وانعدام السيادة النقدية التي تؤثر على الدول التي تستخدم هذه العملة، من خلال المظاهرات السياسية في جميع دول إفريقيا الناطقة بالفرنسية، الأمر الذي أدى إلى طرده عدة مرات.
في أكتوبر 2021، بعد ثلاث سنوات من إبعاده في مطار كوناكري، سُمح لكيمي سبا بدخول الأراضي الغينية حيث التقى مامادي دومبونيا.